# Nan Hayworth
Nan Alison Sutter Hayworth (ur. 14 grudnia 1959) – amerykańska polityk, członkini Partii Republikańskiej. W latach 2011–2013 zasiadała w Izbie Reprezentantów (19 okręg stanu Nowy Jork).